# اللغة الأستورية
اللغة الأشتورية أو الليونية الأشتورية (اسم اللغة الذاتي: Asturianu) هي لغة رومانسية (المتفرعة من اللغات الهندية الأوروبية من المجموعة الآيبيرية الغربية، هي لغة منطقة أشتورية التي تقع في شمال إسبانيا.
وينتشر استخدام اللغة الأستورية في المناطق التالية:
- منطقة أشتورية، إسبانيا.
- ليون، إسبانيا: حيث تسمى اللغة الأشتورية.
- سمورة، إسبانيا: حيث تسمى اللغة الليونية.
- ميراندا ديل دويرو، البرتغال.

بلغ مجموع الناطقين بهذه اللغة 641,502 نسمة سنة 2017، بينهم 351,791 يتحدثونها كلغة أم.
اعتبرت اللغة في السابق لهجة من لهجات اللغة الإسبانية، ولكنها الآن لغة منفصلة. في أشتورية تحمى بالقانون التشريعي المستقل، وهي لغة اختيارية في المدارس. في البرتغال، اللغة الميراندية المرتبطة باللغة الأشتورية معترف بها رسمياً.

## وصلات خارجية
- قاموس أستوري-إنجليزي